# 3-(N-Morpholino)propansulfonsäure
3-(N-Morpholino)propansulfonsäure (MOPS) ist eine biochemische Puffersubstanz aus der Gruppe der Morpholine.

## Eigenschaften
MOPS ist ein zwitterionischer Good-Puffer mit einem pKa-Wert von 7,2 (mit ΔpKa/°C = −0,013 bis −0,015), weshalb er sich zur Pufferung bei neutralen pH-Werten eignet. Wie alle Good-Puffer wurde MOPS entwickelt, um möglichst wenige Wechselwirkungen mit Proteinen, eine hohe Löslichkeit, keine Diffusion durch Biomembranen, einen Pufferbereich zwischen pH 6 und 8, eine geringe Toxizität, eine geringe UV-Absorption, eine Unabhängigkeit der Pufferwirkung von anderen Faktoren, eine kostengünstige Herstellung und eine metabolische und chemische Stabilität aufzuweisen. MOPS neigt nur wenig zur Komplexierung von Metallionen, wie auch 2-(N-Morpholino)ethansulfonsäure (MES) und 2,2'-(1,4-Piperazindiyl)diethansulfonsäure (PIPES). MES ist eine strukturell mit MOPS verwandte Puffersubstanz, die wiederum mit HEPES strukturell verwandt ist. MOPS kann die Thermostabilität von bovinem Serumalbumin in Lösungen erhöhen. Peroxinitrit setzt nach Reaktion mit MOPS Stickoxid frei.  MOPS zerfällt teilweise, wenn es in Anwesenheit von Glucose autoklaviert wird.

## Anwendung
MOPS wird bei der Proteinreinigung verwendet, z. B. bei der Chromatographie, bei Agarose-Gelelektrophoresen und bei Polyacrylamid-Gelelektrophoresen wie die kationische PAGE und die SDS-PAGE. In der Zellkultur von Säugetierzellen wird MOPS in einer Konzentration unter 20 mM als nicht-toxische Puffersubstanz verwendet. Bei der bakteriellen Zellkultur wird die metabolische Ansäuerung des Zellkulturmediums durch Zugabe von MOPS verlangsamt. MOPS kann im Zuge einer PCR-Optimierung dem PCR-Puffer zugesetzt werden.